# Ciutats dependents de Roma
Les ciutats dependents de Roma eren les ciutats conquerides per Roma i sotmeses als seus dictats.
Aquestes ciutats, amb el seu territori rural inclòs, no tenien dret a declarar la guerra pel seu compte, però havien de declarar la guerra forçosament en cas que Roma ho fes. També tenien prohibit fa convenis de cap tipus amb altres Estats o Ciutats. A més no podien encunyar moneda i eren les monedes romanes les que tenien curs legal a totes les ciutats dependents de Roma.
Hi havia diversos tipus de ciutats vinculades a Roma: ciutats de dret romà; ciutats llatines; ciutats sense vot i ciutats confederades no llatines.
Algunes ciutats van rebre el dret complet de ciutadania romana (civitas optimo juri), especialment les antigues ciutats aliades de la Lliga Llatina, les ciutats sabines i gran part de les del País dels volscs. Al seu costat hi havia les colònies que gaudien del dret de ciutadania.
Les ciutats subjectes anomenades Llatines eren les altres ciutats de la Lliga Llatina que no havien rebut el dret de ciutadania, i les colònies de dret llatí (és a dir les colònies que no tenien dret de ciutadania). Els llatins i els romans eren iguals en les seves relacions privades, en els negocis, el comerç i les successions.
Hi havia en tercer lloc les ciutats amb dret de civitas però sense vot (civitas sine suffragio), que encara que podien anomenar-se ciutadans, havien de suportar totes les càrregues cíviques (reclutament militar, impostos ordinaris, serveis i contribucions especials) sense compensació (sense dret a votar). Aquestes ciutats estaven administrades per als assumptes judicials per un Prefecte anual designat pel Pretor de Roma. La seva administració civil estava en mans dels seus propis magistrats locals, generalment de l'aristocràcia.
Finalment hi havia les ciutats confederades no llatines, de les quals els drets quedaven establerts pels tractats particulars concertats amb cadascuna d'elles. Aquestes ciutats subministraven contingents a l'exèrcit en quantia prefixada per endavant, sent l'equipament del contingent a càrrec de la ciutat. Igualment aquestes ciutats estaven governades per magistrats locals sorgits de l'aristocràcia.